# يعقوب الأول (بطريرك أنطاكية)
بطريرك أنطاكية يعقوب الأول (ت. 1517/1519 م)، والمعروف أيضًا باسم يعقوب الخوري أو يعقوب النبك أو إغناطيوس يعقوب، كان بطريرك أنطاكية ورئيس الكنيسة السريانية الأرثوذكسية من 1510/1512 م حتى وفاته في 1517/1519 م.

## السيرة
وُلِد يعقوب في الأحمدية، وهي قرية بالقرب من صور في طور عابدين، وكان ابن الراهب المقدسي حسن، ابن الراهب عبد الله من عائلة مزوِّق. يقترح أفرام برسوم أن والد يعقوب وجده كانا على الأرجح رهبانًا مبتدئين بدون رسامة علمانية، لكنهما احتفظا بلقب الراهب، والذي عُرف به يعقوب باسم "الخوري". أصبح راهبًا وكاهنًا في دير القديس موسى الحبشي، بالقرب من النبك في الشام، ودرس على يد الراهب الكاهن الملفونو (الدكتور اللاهوتي) موسى، ابن عبيد من صدد. هنا، أصبح بارعًا في اللغة السريانية والخط، وأصبح صديقًا للراهب داود الحمصي. ولهذا السبب، اكتسب لقب "نبكي" أو "النبك"، مما دفع الكتاب اللاحقين إلى الادعاء خطأً بأنه كان من الشام، في حين أعطى آخرون دمشق كمكان ميلاده.
ثم سافر يعقوب بعد ذلك إلى دير القديس حنانيا، ومن هناك إلى دير القديس أباي، بالقرب من قليث [الإنجليزية]، في عام 1480. كما زار دير السريان في مصر سنة 1482م. يُذكر أنه انتقل إلى دير القديس بالاي في طور عابدين بحلول عام 1487 وأقام لاحقًا في دير القديس حنانيا في عام 1489. كان يوسف الجرجي، رئيس أساقفة القدس [الإنجليزية] المستقبلي، قد درس على يد يعقوب في وقت ما. في عام 1496، عُين رئيسًا لأساقفة ديار بكر من البطريرك إغناطيوس نوح اللبناني، حيث اتخذ اسم فيلوكسينوس، إلى جانب ديونيسيوس ديفيد، الذي تم تعيينه رئيسًا لأساقفة مَعدن [الإنجليزية]. وقد ألف الشماس نور الدين ابن شليلة قصيدة في مدح سلوك يعقوب في هذا المنصب، وقد عثر أفرام برصوم على نسخة منها فيما بعد.
بعد وفاة البطريرك إغناطيوس نوح سنة 1509م، انعقد مجمع في دير القديس حنانيا في نفس العام، وانتخب سويروس يشوع، رئيس أساقفة دير القديس أباي، خلفًا له في منصب بطريرك أنطاكية. ومع ذلك، ولأسباب غير معروفة، تم تعيين يعقوب أيضًا بطريركًا لأنطاكية في عام 1510 أو 1512، متخذًا اسم إغناطيوس، بينما كان يشوع لا يزال بطريركًا. بالإضافة إلى ذلك، قام أساقفة سوريا بتكريس أثناسيوس بار سوباي من النبك بطريركًا في عام 1511 في معارضة ليسوع ويعقوب. وفقًا لديفيد ويلمشورست، حكم يعقوب ويشوع معًا حتى عام 1519، بينما لاحظ أفرام برسوم أن أثناسيوس بار سوباي ادعى في نفس الوقت المنصب البطريركي حتى وفاته على الأرجح في وقت ما بين عامي 1514 و1518.
في وثيقة اعتراف وجدت في الرها، سجل أن يعقوب رسم الشماس عبد الله لكنيسة القديسة مريم في أميدا والشماس غزال لكنيستي القديس أحوديما [الإنجليزية] والقديس توما في الموصل في 6 آب 1512 م. خدم بطريركًا لأنطاكية حتى وفاته في عام 1517 أو 1519 م.

## الأعمال
وقد نجا عدد من الأعمال التي كتبها يعقوب حول مواضيع مختلفة، بما في ذلك بيت كازو (مخطوطة زعفران رقم 124)، التي كُتبت في عام 1488 م. وقد تم توثيق العديد من أسطر شعره حول موضوع التوبة في كتاب قواعد اللغة في ميديات، فضلًا عن تعليقاته على بعض المهرجانات الواردة في مخطوطة (مكتبة باريس، مخطوطة 112). وكتب أيضًا رسالة تاريخية تتضمن سجلات داود الحمصي، التي تم العثور عليها لاحقًا في دير الصليب في تركيا [الإنجليزية]. وينسب إلى يعقوب أيضًا مخطوطة حول قوانين المعمودية والزواج والتوبة، والتي تم العثور عليها في مكتبة الرها.

## فهرس
- Barsoum، Aphrem (2003). The Scattered Pearls: A History of Syriac Literature and Sciences. ترجمة: Matti Moosa (ط. 2nd). Gorgias Press. اطلع عليه بتاريخ 2020-07-14.
- Barsoum، Aphrem (2008). History of the Za'faran Monastery. ترجمة: Matti Moosa. Gorgias Press.
- Barsoum، Aphrem (2009). The Collected Historical Essays of Aphram I Barsoum. ترجمة: Matti Moosa. Gorgias Press. ج. 1. مؤرشف من الأصل في 2018-10-14. اطلع عليه بتاريخ 2020-09-17.
- Burleson، Samuel؛ Van Rompay، Lucas (2011). "List of Patriarchs: II. The Syriac Orthodox Church and its Uniate continuations". في Sebastian P. Brock؛ Aaron M. Butts؛ George A. Kiraz؛ Lucas Van Rompay (المحررون). Gorgias Encyclopedic Dictionary of the Syriac Heritage: Electronic Edition. Gorgias Press. مؤرشف من الأصل في 2024-12-27. اطلع عليه بتاريخ 2019-10-03.
- Wilmshurst، David (2019). "West Syrian patriarchs and maphrians". في Daniel King (المحرر). The Syriac World. Routledge. ص. 806–813.

| سبقه إغناسيوس يشو الأول | بطريرك السريان الأرثوذكس في أنطاكية 1510/1512–1517/1519 | تبعه إغناسيوس ديفيد الأول |